# Mimusops sechellarum
Mimusops sechellarum är en tvåhjärtbladig växtart som först beskrevs av Daniel Oliver, och fick sitt nu gällande namn av William Botting Hemsley. Mimusops sechellarum ingår i släktet Mimusops och familjen Sapotaceae. IUCN kategoriserar arten globalt som nära hotad.
Artens utbredningsområde är Seychellerna. Inga underarter finns listade i Catalogue of Life.